# Coenocyathus anthophyllites
Espèce
Statut CITES
Coenocyathus anthophyllites est une espèce de coraux appartenant à la famille des Caryophylliidae.